# The Unknown Country (film 2022)
The Unknown Country è un film del 2022 scritto e diretto da Morissa Maltz.

## Trama
Tana è una donna in lutto che, dopo aver ricevuto un invito inaspettato, intraprende un viaggio attraverso il Midwest.

## Distribuzione
Il film è stato presentato in anteprima mondiale il 13 marzo 2022 durante il festival South by Southwest e successivamente è stato distribuito nelle sale statunitensi il 28 luglio 2023.

## Promozione
Il primo trailer del film è stato pubblicato il 15 giugno 2023.

## Accoglienza
Il film è stata accolta positivamente dalla critica e unanimi sono state le lodi per Lily Gladstone. L'aggregatore di recensioni Rotten Tomatoes riporta il 91% di recensioni positive, con un punteggio medio di 7,9 su 10.

## Riconoscimenti
- 2023 - Gotham Independent Film Awards[4]
  - Miglior interpretazione protagonista a Lily Gladstone